# Albert Hardenberg

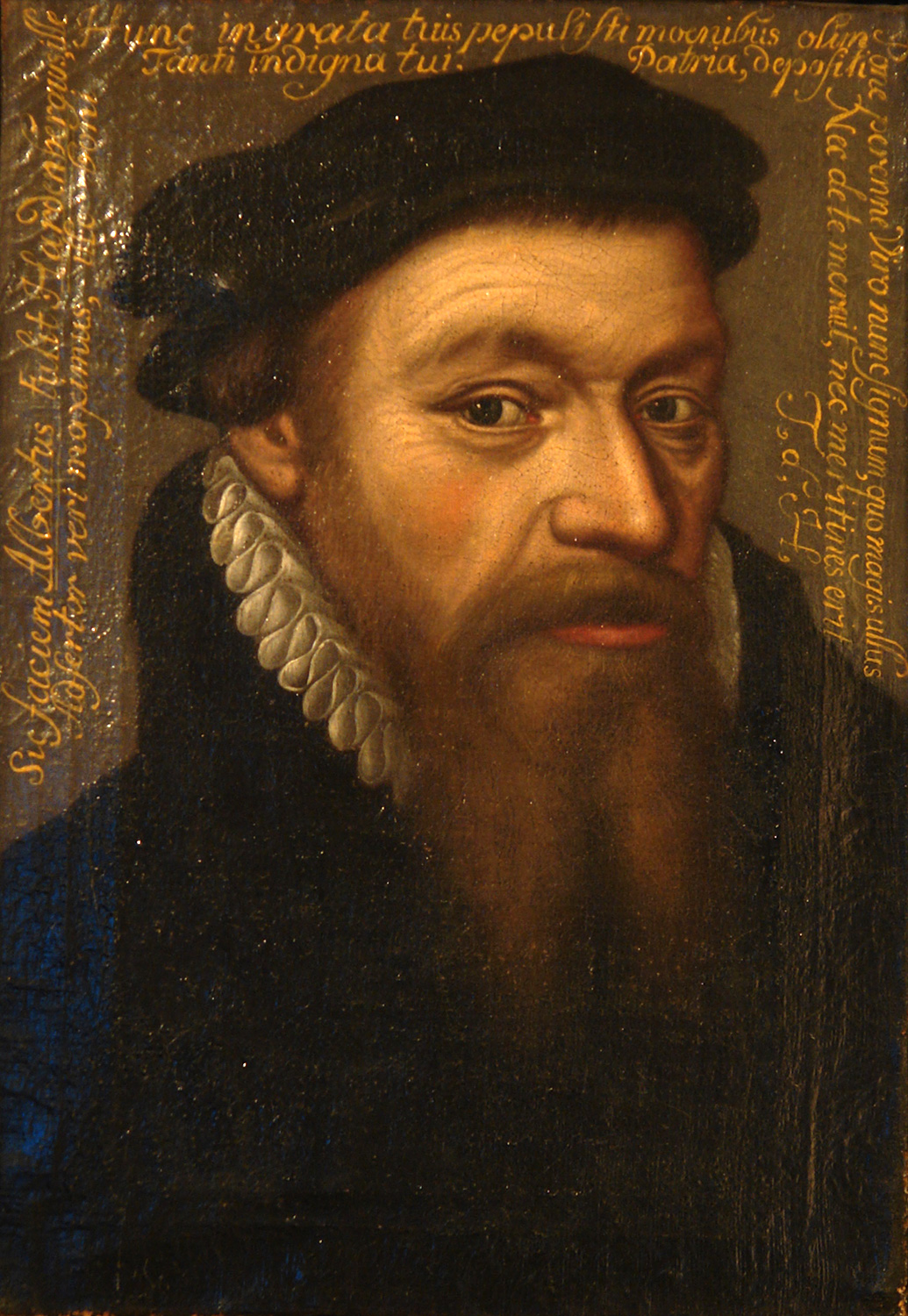
Albert Hardenberg.

Albert Rizæus Hardenberg, född 1510 i Hardenberg i Overijssel, död 1574 i Emden, var en tysk-nederländsk teolog. 
Hardenberg slöt sig avgjort till den lutherska reformationen under en  vistelse 1543-44 i Wittenberg, där han särskilt med Melanchthon knöt förtroligt vänskapsband. 1544 kallades han av kurfursten-ärkebiskopen av Köln, Hermann av Wied, till biträde vid införande av reformationen i dennes statsområden och verkade från 1545 som pastor i Kempen för detta syfte, men tvangs genom den romersk-katolska reaktionsrörelsen att lämna sin plats. 1547 kallades han till predikantid domkyrkan i Bremen med skyldighet att tillika hålla teologiska föreläsningar. Redan tidigt började han dock misstänkas för avvikande meningar i nattvardsfrågan.   
Hardenberg, som var nära förbunden med den reformerte Johannes Laski, hade från början på denna punkt intagit en mellan den reformerta och den lutherska åskådningen medlande ställning. Det uppstod en häftig och långvarig strid mellan Hardenberg och de övriga prästerna i Bremen. Efter allehanda olika skiften slutade striden med, att Hardenberg  entledigades från sitt ämbete och förvisades från Bremen 1561. Sedan han några år, sysselsatt med litterära arbeten, uppehållit sig i klostret Rastede i Rastede utanför Oldenburg, blev han 1565 pastor i Sengwarden och 1567 i Emden, där den reformerta riktningen under hans inflytande alltmera blev den rådande.